# Pyrocletodes desuramus
Pyrocletodes desuramus är en kräftdjursart som beskrevs av Coull 1974. Pyrocletodes desuramus ingår i släktet Pyrocletodes, ordningen Harpacticoida, klassen Maxillopoda, fylumet leddjur och riket djur. Inga underarter finns listade i Catalogue of Life.